# Crucifix de Santa Maria Novella (Brunelleschi)
Le Crucifix de Santa Maria Novella est un crucifix sculpté polychrome réalisé par Filippo Brunelleschi vers 1406-1408. Il est en bois polychrome (c'est la seule œuvre en bois qui nous soit parvenue de Brunelleschi) et il mesure 170 cm sur 170.
Il est exposé dans la chapelle Gondi de la basilique Santa Maria Novella de Florence.

## Historique
Selon le témoignage de Giorgio Vasari, cette œuvre a été sculptée en réponse au crucifix de Santa Croce de Donatello, également à Florence. Brunelleschi l'avait critiqué pour son naturalisme excessif, et Donatello l'avait défié de faire mieux. Il sculpta donc cette œuvre, et son ami fut tellement saisi de stupeur et d'émerveillement qu'il en aurait laissé tomber les œufs qu'il portait contre lui.
Nous ne savons pas si cette anecdote est digne de foi. Ce qui est plausible, c'est que Brunelleschi n'a pas réalisé ce crucifix pour répondre à une demande précise. Le crucifix est resté dans sa maison ou son atelier jusqu'à une année avant sa mort, quand il décida de le donner aux frères dominicains de Santa Maria Novella. Ceux-ci le posèrent sur le pilastre entre la chapelle de Filippo Strozzi et la chapelle Bardi, avant de passer en 1572 dans la chapelle Gondi.

## Description et style
L'œuvre de Brunelleschi est composée de façon complètement différente de celle de Donatello. Il en émane calme et gravité.
Brunelleschi a retravaillé le thème du Christ accroché sur la Croix de Giotto de son crucifix, également à Santa Maria Novella. La sculpture est caractérisée par une étude attentive de l'anatomie et des proportions, avec un résultat dirigé vers l'essentiel, d'inspiration antique, qui met en valeur la dignité et l'harmonie de l'œuvre.
Si l'on le compare à celui de Donatello, il est plus idéalisé et mesuré, la perfection mathématique des formes faisant écho à la perfection divine du sujet. Les bras ouverts mesurent autant que la hauteur du visage, le fil du nez dirige vers le barycentre du nombril, etc. Le corps a été modelé à partir de l'étude d'un nu, et de fait le sexe, qui était caché par un drap, est absent. Brunelleschi serait le premier à définir cette pratique qui devient ensuite commune dans les ateliers du XVe siècle.
Brunelleschi ajoute à son modèle de Giotto une légère torsion vers la gauche qui génère plus de point de vue pour l'œuvre et « fabrique de l'espace » autour du sujet. Elle pousse l'observateur à un parcours semi-circulaire autour de la figure.
Selon Luciano Bellosi, cette création serait « la première œuvre de la Renaissance de l'histoire de l'art », et le point de référence des développements ultérieurs de Donatello, Nanni di Banco et Masaccio.

## Images

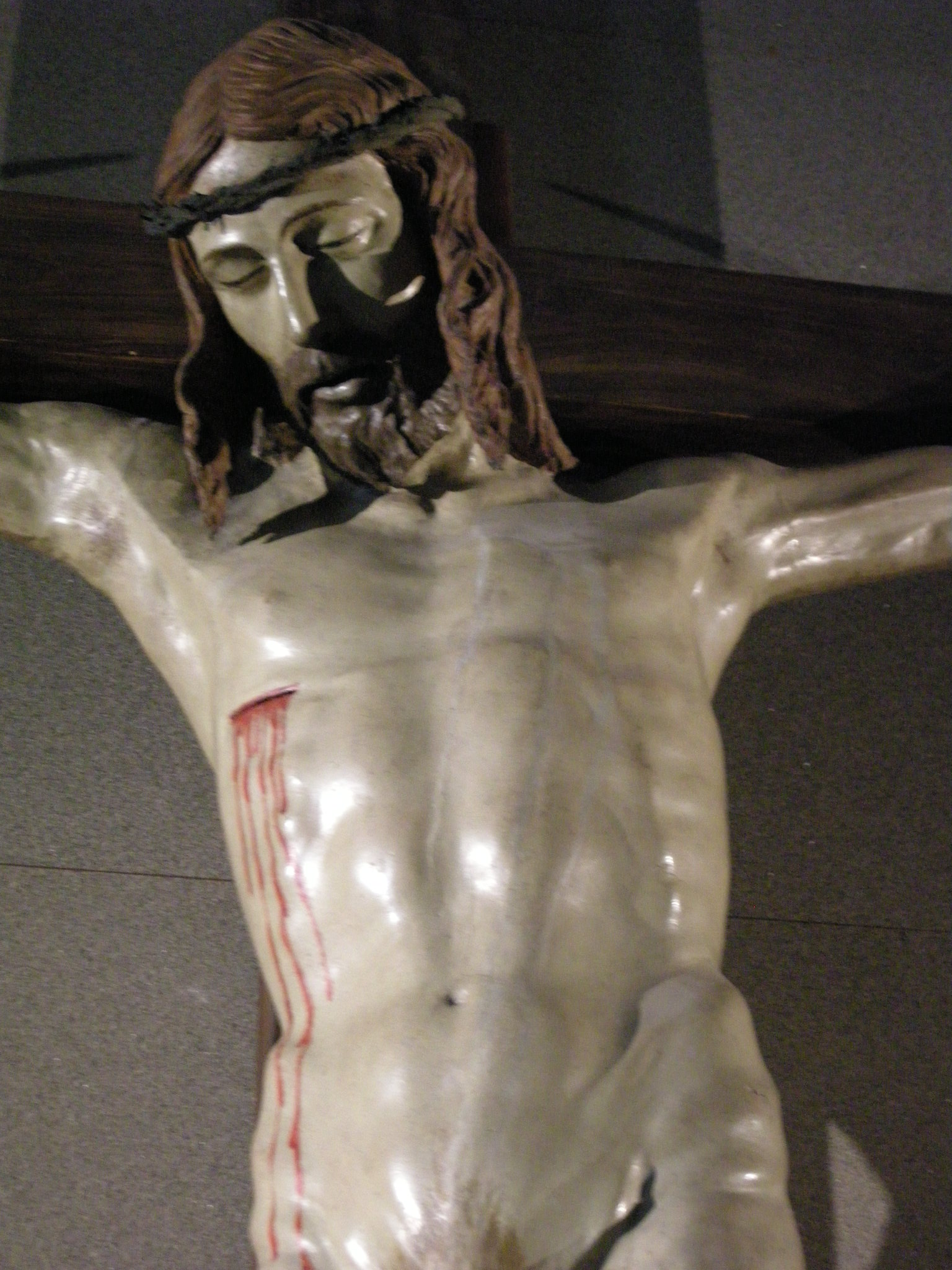
Détail
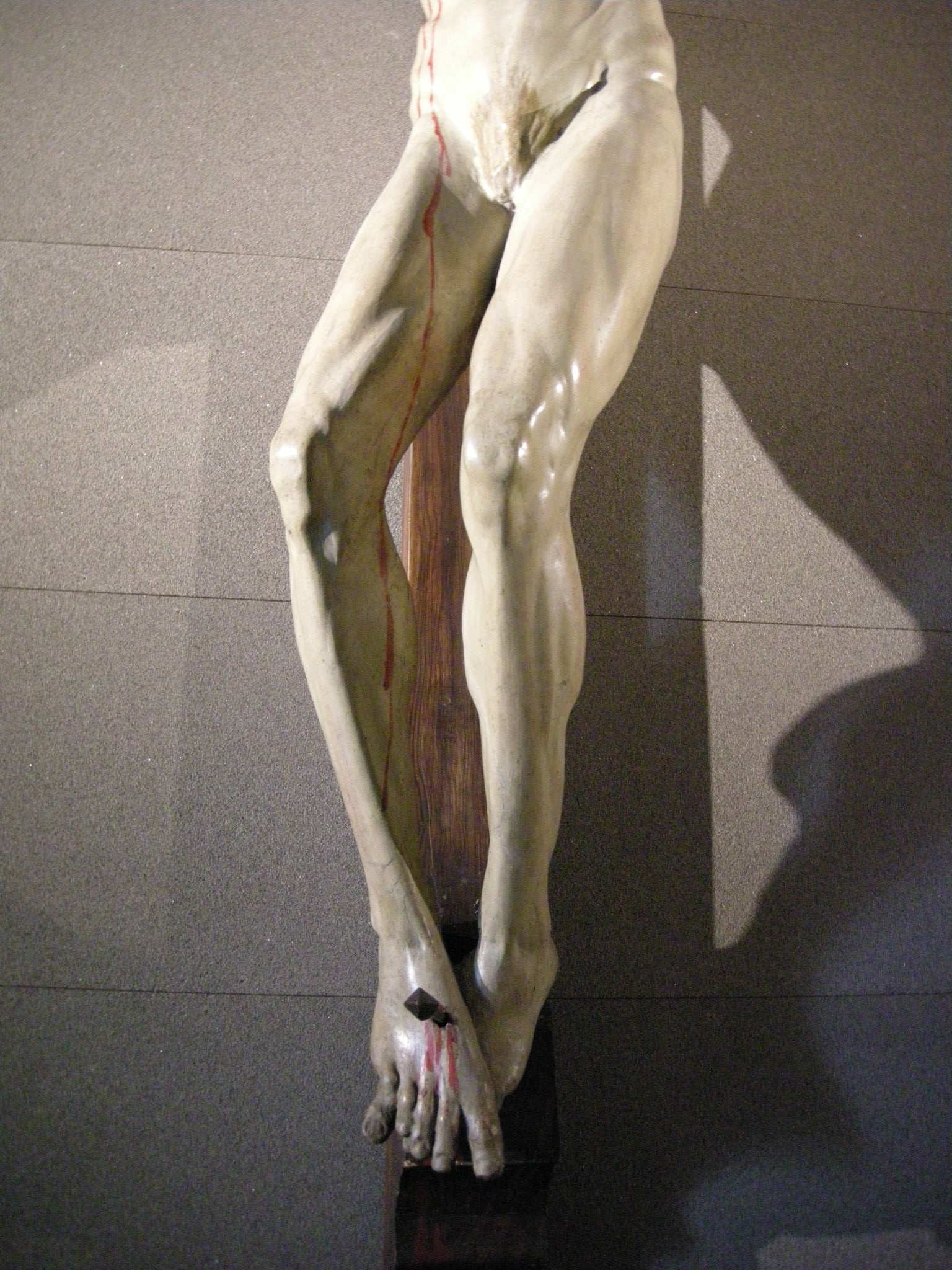
Détail

### Crédits de traduction
- (it) Cet article est partiellement ou en totalité issu de l’article de Wikipédia en italien intitulé « Crocifisso di Brunelleschi » (voir la liste des auteurs).